# División de Gujranwala
La división de Gujranwala (en urdu : گوجرانوالہ ڈویژن) es una subdivisión administrativa de la provincia de Punyab en Pakistán. Cuenta con 16,1 millones de habitantes en 2017, y su capital es Gujranwala.
Como todas las divisiones pakistaníes, fue derogada en 2000 y luego restablecida en 2008.
La división reagrupa los distritos siguientes:
- Gujranwala
- Gujrat
- Hafizabad
- Mandi Bahauddin
- Narowal
- Sialkot